# Capergnanica
Capergnanica är en ort och kommun i provinsen Cremona i regionen Lombardiet i Italien. Kommunen hade 2 158 invånare (2018).